# Мануель Лопес (борець)
Мануель Алехандро Лопес Сальседо (ісп. Manuel Alejandro López Salcedo; нар. 28 липня 1986) — мексиканський борець греко-римського стилю, триразовий срібний та бронзовий призер Панамериканських чемпіонатів, срібний призер Панамериканських ігор, чемпіон, срібний та дворазовий бронзовий призер Центральноамериканських і Карибських ігор.

## Життєпис
Боротьбою почав займатися з 1988 року. У 2001 році став бронзовим призером Панамериканського чемпіонату серед кадетів.
Виступав за спортивний клуб «Коде» Халіско. Тренер — Кетцалькоатль Орегель.

## Спортивні результати на міжнародних змаганнях

### Виступи на Чемпіонатах світу
| Змагання                        | Збірна  | Вагова категорія                 | Місце |
| ------------------------------- | ------- | -------------------------------- | ----- |
| Чемпіонат світу з боротьби 2011 | Мексика | греко-римська боротьба, до 60 кг | 10    |
| Чемпіонат світу з боротьби 2014 | Мексика | греко-римська боротьба, до 59 кг | 29    |
| Чемпіонат світу з боротьби 2018 | Мексика | греко-римська боротьба, до 67 кг | 18    |
| Чемпіонат світу з боротьби 2019 | Мексика | греко-римська боротьба, до 67 кг | 32    |

### Виступи на Панамериканських чемпіонатах
| Змагання                                   | Збірна  | Вагова категорія                 | Місце  |
| ------------------------------------------ | ------- | -------------------------------- | ------ |
| Панамериканський чемпіонат з боротьби 2007 | Мексика | греко-римська боротьба, до 60 кг | 9      |
| Панамериканський чемпіонат з боротьби 2008 | Мексика | греко-римська боротьба, до 60 кг | Срібло |
| Панамериканський чемпіонат з боротьби 2009 | Мексика | греко-римська боротьба, до 60 кг | 5      |
| Панамериканський чемпіонат з боротьби 2010 | Мексика | греко-римська боротьба, до 60 кг | Срібло |
| Панамериканський чемпіонат з боротьби 2013 | Мексика | греко-римська боротьба, до 66 кг | 10     |
| Панамериканський чемпіонат з боротьби 2016 | Мексика | греко-римська боротьба, до 66 кг | Бронза |
| Панамериканський чемпіонат з боротьби 2018 | Мексика | греко-римська боротьба, до 67 кг | Срібло |
| Панамериканський чемпіонат з боротьби 2019 | Мексика | греко-римська боротьба, до 67 кг | 5      |

### Виступи на Панамериканських іграх
| Змагання                  | Збірна  | Вагова категорія                 | Місце  |
| ------------------------- | ------- | -------------------------------- | ------ |
| Панамериканські ігри 2011 | Мексика | греко-римська боротьба, до 60 кг | 5      |
| Панамериканські ігри 2019 | Мексика | греко-римська боротьба, до 67 кг | Срібло |

### Виступи на Центральноамериканських і Карибських чемпіонатах
| Змагання                                                       | Збірна  | Вагова категорія                 | Місце |
| -------------------------------------------------------------- | ------- | -------------------------------- | ----- |
| Центральноамериканський і Карибський чемпіонат з боротьби 2018 | Мексика | греко-римська боротьба, до 67 кг | 5     |

| Змагання                                                | Збірна  | Вагова категорія                 | Місце  |
| ------------------------------------------------------- | ------- | -------------------------------- | ------ |
| Центральноамериканські і Карибські ігри 2010 (Маягуес)  | Мексика | греко-римська боротьба, до 60 кг | Золото |
| Центральноамериканські і Карибські ігри 2014 (Сан-Хуан) | Мексика | греко-римська боротьба, до 66 кг | Бронза |
| Центральноамериканські і Карибські ігри 2014 (Веракрус) | Мексика | греко-римська боротьба, до 66 кг | Бронза |
| Центральноамериканські і Карибські ігри 2018            | Мексика | греко-римська боротьба, до 67 кг | Срібло |

### Виступи на інших змаганнях
| Змагання                                                               | Збірна  | Вагова категорія                 | Місце  |
| ---------------------------------------------------------------------- | ------- | -------------------------------- | ------ |
| Олімпійський кваліфікаційний турнір з боротьби 2008 (Новий Сад)        | Мексика | греко-римська боротьба, до 60 кг | 16     |
| Олімпійський кваліфікаційний турнір з боротьби 2012 (Кіссіммі-Орландо) | Мексика | греко-римська боротьба, до 60 кг | 5      |
| Олімпійський кваліфікаційний турнір з боротьби 2012 (Гельсінкі)        | Мексика | греко-римська боротьба, до 60 кг | 14     |
| Гран-прі Німеччини з боротьби 2014                                     | Мексика | греко-римська боротьба, до 66 кг | 12     |
| Гран-прі Іспанії з боротьби 2014                                       | Мексика | греко-римська боротьба, до 66 кг | 5      |
| Турнір «Олімпія» 2014                                                  | Мексика | греко-римська боротьба, до 66 кг | Срібло |
| Міжнародний меморіал Білла Фаррелла 2014                               | Мексика | греко-римська боротьба, до 66 кг | Срібло |
| Cerro Pelado International 2019                                        | Мексика | греко-римська боротьба, до 67 кг | 6      |
| Олімпійський кваліфікаційний турнір з боротьби 2020 (Оттава)           | Мексика | греко-римська боротьба, до 67 кг | Бронза |

### Виступи на змаганнях молодших вікових груп
| Змагання                                                 | Збірна  | Вагова категорія                 | Місце  |
| -------------------------------------------------------- | ------- | -------------------------------- | ------ |
| Панамериканський чемпіонат з боротьби серед кадетів 2003 | Мексика | греко-римська боротьба, до 58 кг | Бронза |